# Something to Dance For
Singles de Zendaya
Beat Of My Drum
Pistes de Shake It Up: Live 2 Dance
TTYLXOX
Something To Dance For est le deuxième single de Zendaya. La chanson, de genre musical house/Eurodance a été composée par Jeannie Lurie, Aris Archontis, Chen Neeman et est sortie le 6 mars 2012 aux États-Unis. Ce single est extrait de la bande originale Shake It Up: Live 2 Dance.

## Composition
La chanson a été composée par le trio d'auteurs-compositeurs et producteurs Jeannie Lurie, Aris Archontis et Chen Neeman.La chanson a été le troisième single, avec TTYLXOX par Bella Thorne, de la bande originale Shake It Up: Live 2 Dance et a été utilisé dans un épisode de Shake It Up.

## Clips Vidéos
La vidéo est sortie le 9 mars 2012. Un mash-up a eu lieu entre la chanson de Bella Thorne et celle de Zendaya.

## Liste des pistes
- Téléchargement[1]

1. "Something to Dance For" - 3:19
2. "Something to Dance For / TTYLXOX - Mash Up (avec Bella Thorne)" - 3:19